# Inva Mula
Pour les articles homonymes, voir Mula.
Inva Mula, également connue sous les noms d'Inva Mula-Çako ou Inva Mula-Tchako, est une soprano albanaise.

## Biographie
Inva Mula est née le 27 juin 1963 à Tirana, Albanie. Son père, Avni Mula, est un chanteur et compositeur albanais connu. Son prénom, Inva, est celui de son père inversé. Elle a été mariée à Pirro Çako. À son nom de jeune fille, elle a ajouté son nom marital, Çako, qu'elle a transformé en Tchako pour une prononciation plus aisée. Depuis le milieu des années 1990, divorcée, elle paraît à nouveau sous le nom d'Inva Mula.

## Carrière
Originaire d'une famille d'artistes, elle commence sa carrière de chanteuse très jeune.
Elle est choriste à l'Opéra de Paris avant d'entamer une carrière internationale de soliste.
En 1987, elle gagne le concours de chant « Cantante d'Albania » à Tirana puis, en 1988, le concours « George Enescu » à Bucarest. En 1992, elle remporte la compétition « Butterfly » à Barcelone. Elle reçoit un prix au premier concours Operalia de Placido Domingo à Paris de 1993. Un CD du concert a été commercialisé.
Elle donne ensuite une série de concerts avec le célèbre ténor à l'Opéra Bastille et à Bruxelles pour « Europalia Mexico », puis à Munich et Oslo.
Elle chante à présent régulièrement les premiers rôles dans les plus grandes salles d'opéra du monde.
Elle se produit souvent en France en récital salle Gaveau avec le pianiste François Weigel. À Paris, elle a notamment chanté Violetta de La traviata et qu'elle a chanté à Tokyo, Bilbao, Trieste, Toronto, aux Chorégies d'Orange et bien d'autres grandes scènes à travers le monde), Carmen, Ivan IV (en version de concert), La Rondine (à Toulouse et Paris).
En 2007, elle a été l'Adina de L'Élixir d'amour à Toulouse. Elle a interprété le rôle de Marguerite dans le Faust de Gounod aux Chorégies d'Orange en août 2008, et le rôle de Mireille, personnage éponyme de l'opéra de Gounod en septembre/octobre 2009 à l'Opéra Garnier de Paris. La première a été diffusée en léger différé sur France 3.
En 2011, elle chante auprès de Roberto Alagna à l'Opéra Bastille le rôle de Marguerite dans Faust de Charles Gounod.
En août 2012, elle est, avec le grand baryton italien Leo Nucci, l'une des deux « têtes d'affiche » du 63e Festival d'été de Dubrovnik.
Le 24 octobre 2012, elle a donné une master class de chant à la salle Cortot à Paris, avec le pianiste Genc Tukiçi qui l'accompagne régulièrement.
En 2014, elle tient le rôle-titre de Rozenn dans Le Roi d'Ys de Lalo à l'Opéra de Marseille.
En 2018, elle tient le rôle-titre de Salomé dans Hérodiade de Massenet à l'Opéra de Marseille.
En 2019, outre sa participation à des croisières musicales en Méditerranée, elle effectue une tournée planétaire de concerts intitulée «Voyage autour du monde»,
avec le pianiste Genc Tukiçi et le violoniste Olen Cesari.

Inva Mula et Roberto Alagna dans Faust aux Chorégies d'Orange 2008
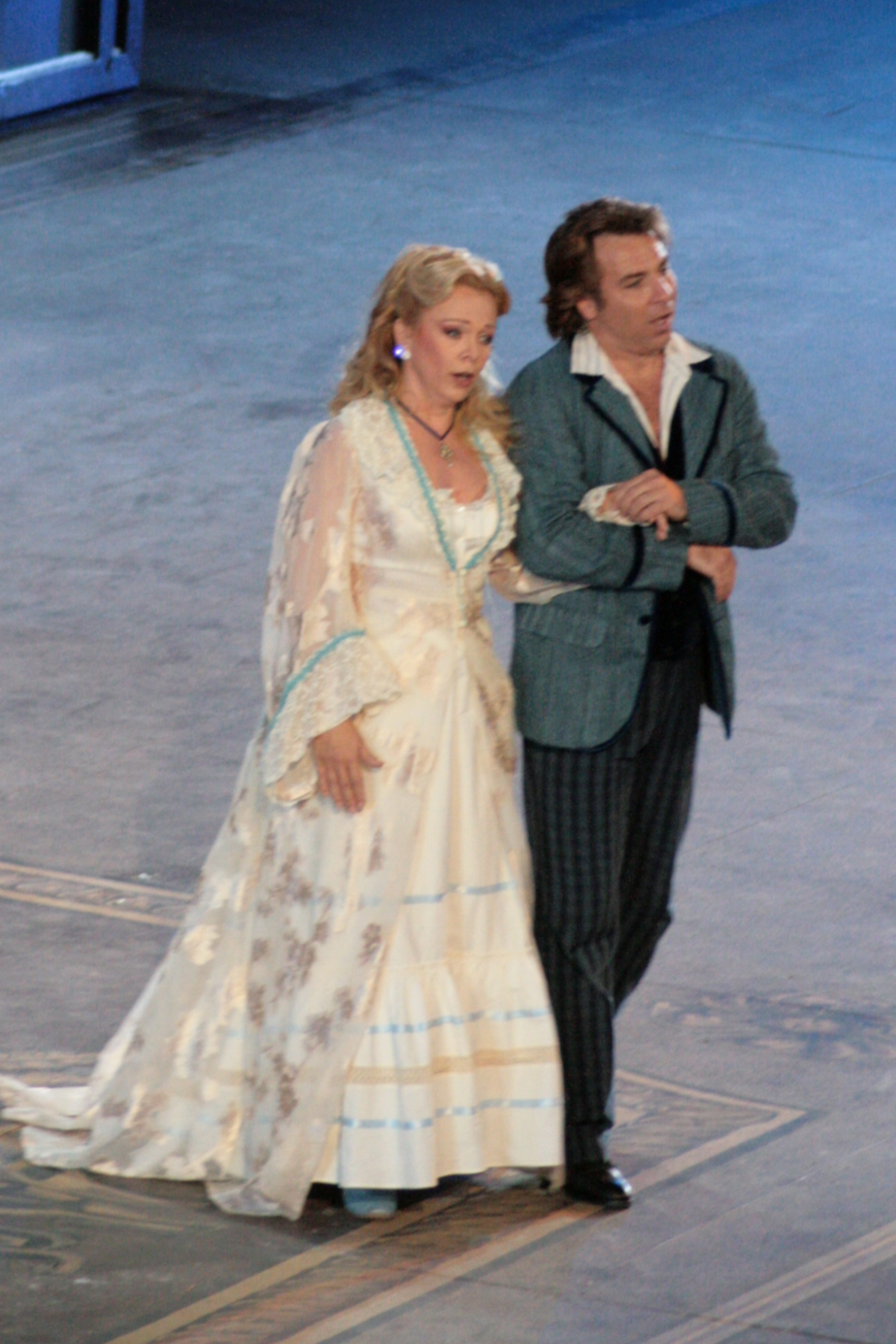
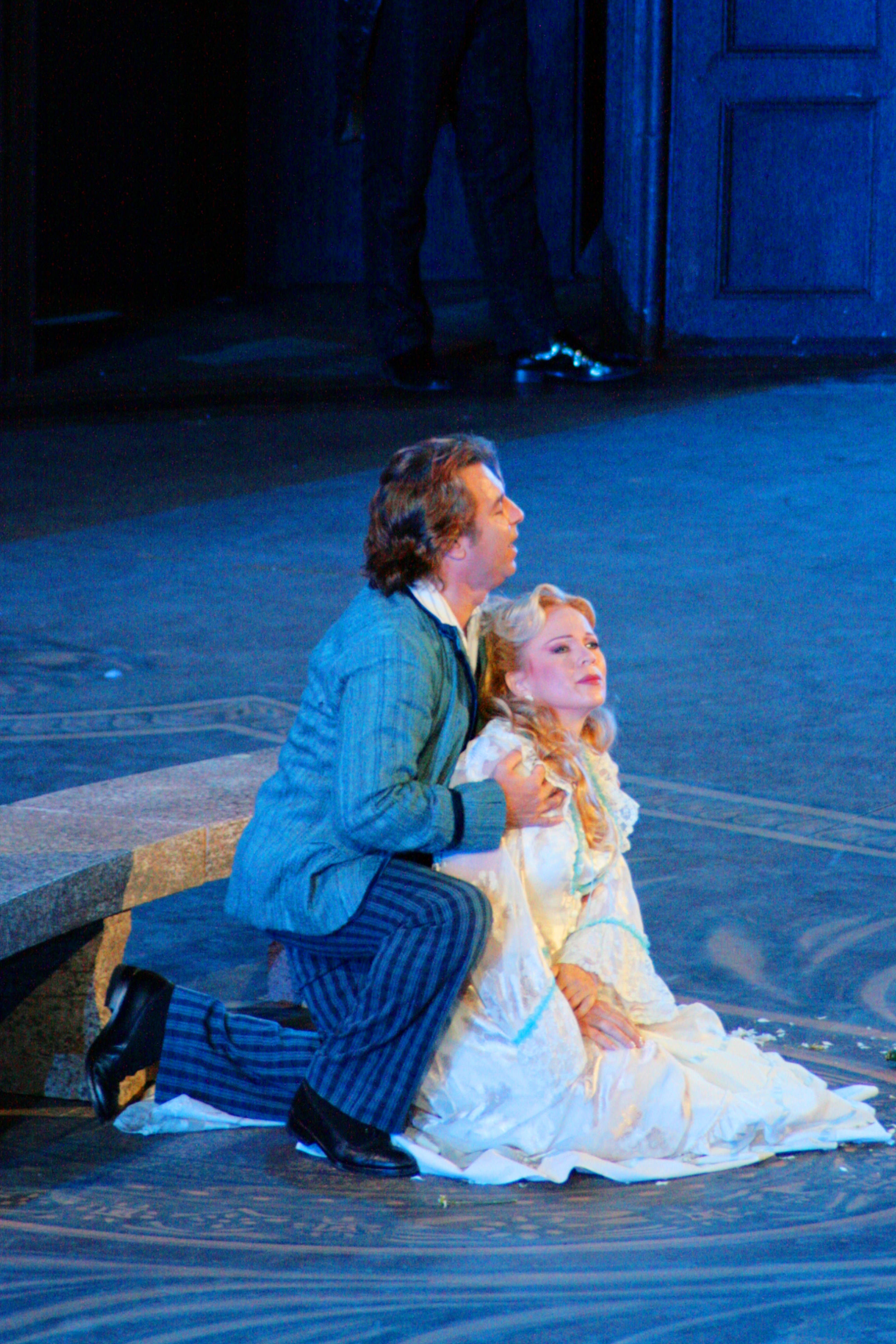

## Typologie vocale
La voix d'Inva Mula est celle d'une soprano colorature à la limite du lyrique (il lui arrive de chanter des airs dévolus à des sopranos lyriques) avec un répertoire de jeunes héroïnes assez virtuoses. Son évolution vocale pourrait se rapprocher de celle d'Edita Gruberova avec laquelle elle a plusieurs rôles en commun : Elvira des Puritains, Manon de Massenet, Norina de Don Pasquale, Gilda de Rigoletto.

## Cinéma
Sauf indication contraire, les informations mentionnées dans cette section peuvent être confirmées par la base de données cinématographiques IMDb,  présente dans la section « Liens externes ».
Inva Mula est peut-être plus connue en Occident pour avoir prêté sa voix à la musique du film Le Cinquième Élément de Luc Besson, sorti en 1997. Le cinéaste voulait introduire la voix de Maria Callas mais l'enregistrement, datant de 1953, était de qualité trop moyenne pour être incorporé dans le film. C'est alors que Michel Glotz, agent de Maria Callas, lui a présenté Inva Mula. Elle a été l'interprète vocale de l'aria « Oh, giusto cielo!...Il dolce suono » (extraite de Lucia di Lammermoor, Acte III, scène I, aussi connu comme la « scène de folie ») et de la Diva Dance chantée dans le personnage de la grande alien, la diva Plava-Laguna (incarnée à l'écran par Maïwenn).
Éric Serra, compositeur de la bande originale du film, a déclaré lors de son concert au Grand Rex le 15 octobre 2015 que la voix représentait 85 % de l'enregistrement et que le reste avait dû être travaillé numériquement. Il a aussi déclaré qu'il n'imaginait pas quelqu'un capable de chanter plus de 60 % de la chanson.
En 2020, elle a interprété un personnage secondaire, Magda Stekely, dans le long métrage américano-croate The Match (en), coréalisé par Dominik et Jakov Sedlar (en).